# 王㒜
王㒜（1424年—1495年），字廷贵，號思軒，直隸常州府武進縣人，官籍，明朝政治人物，景泰辛未探花。官至南京吏部尚書。

## 生平
正統九年（1444年），應天府鄉試中第十二名舉人。景泰二年（1451年），登辛未科會試第十五名，一甲第三名（探花）進士，授翰林院編修，后升侍讲，侍皇太子东宫讲讀。憲宗即位后，升任左春坊左庶子。王㒜因家母老弱，請改任南京翰林院侍讲学士。升南京國子監祭酒，任上有政績。九年后，升南京吏部右侍郎，召入为户部左侍郎。成化二十三年（1487年），升爲南京戶部尚書、改南京吏部尚書，年七十後請求致仕歸養，不被批准。兩年後再次請求，獲准歸鄉，弘治八年（1495年）五月去世，贈太子太保，谥文肃。

## 家族
曾祖王德甫。祖父王友諒，延平府同知。父王守正，兵部主事致仕。前母吴氏，贈安人；母朱氏，封安人。具庆下。兄王俊。從兄王傑，仪真卫副千户；王倫；王侃；王伟；王儒。從弟王伸、王佩。